# Night of the Pawn
Die "Night of the Pawn – das Schachmassaker" (deutsch: Nacht des Bauern, Akronym: NOTP) ist ein Künstler-Schachturnier, das seit 2008 an verschiedenen Orten im Berliner Nachtleben stattfindet, u. a. bereits im Laden für Nichts, in der Bar 25, der Forgotten Bar, dem Alt Berlin, der Bar Babette, der Bar Haliflor, der Bar Mysliwska, der Bar Würgeengel, dem Club "Apartment" auf dem ehemaligen Gelände der Bötzow-Brauerei, dem Soho House, aber auch als Gastspiel in Zürich, der Italienischen Botschaft sowie in München anlässlich der Ausstellung "Marcel Duchamp in München 1912". Während des Turniers läuft Musik und es darf geraucht werden. Künstler gestalten Plakate, darunter Jay Gard, Philip Grözinger, Gregor Hildebrandt, Michelle Jezierski, Robert Lucander, Jonas Burgert, Caroline Kryzecki, Regina Nieke, Lisa Tiemann und Despina Stokou. Jonathan Meese schrieb ein "Night-of-the-Pawn-Saalschacherzmanifest" und der Künstler Uros Djurovic animierte Filme, die das Thema Kampf des Kriegsspiels Schach ironisch thematisieren. Die Elektropop-Band ZPYZ schrieb das musikalische Intro für die NOTP.

## Ausstellung etc.
Im September 2010 gab es eine Ausstellung unter dem Titel Night of the Pawn in der Leipziger Werkschauhalle, u. a. mit Norbert Bisky, Jonas Burgert, Birgit Dieker, Gregor Hildebrandt, Jonathan Meese, Sandra Meisel, Lea Asja Pagenkemper und Norbert Schwontkowski. Bei der Eröffnung spielten Berliner gegen Leipziger Künstler ein Schachturnier, auf Seiten Leipzigs auch der Schriftsteller Clemens Meyer. Es erschien eine Edition von acht Radierungen, u. a. von Philip Grözinger, Gregor Hildebrandt und Jay Gard.
Die NOTP ist  nicht kommerziell und die Teilnahme kostenlos. Der Name Night of the Pawn wurde seitens des Veranstalters Jan-Philipp Sexauer jedoch markenrechtlich geschützt, um eine kommerzielle Auswertung seitens Dritter zu verhindern. Das Bundespatentgericht lehnte es jedoch ab, auch dem Untertitel "Massaker" markenrechtlichen Schutz zu gewähren. Der Senat vertrat die Auffassung, der Titel "Massaker" verstoße auch für Schachturniere oder sonstige sportliche Wettkämpfe gegen die guten Sitten.
Viele der Berliner Institutionen und "Underground"-Orte, an denen die NOTP stattfand, gibt es nicht mehr (z. B. Alt Berlin, Bar 25, Forgotten Bar, Apartment, Bar Babette). So spiegelt die "Biografie" der NOTP auch die Berliner Stadtentwicklung dieser Jahre.